# Charles Reuge
Charles Reuge (né le 8 avril 1839 à Buttes, où il est mort le 23 septembre 1887) était un horloger suisse qui se spécialisa dans les montres de poches munies d'une boîte à musique.

## Biographie
En 1865, Charles Reuge, alors âgé de 26 ans quitte son village natal pour Sainte-Croix. Il est horloger et n'a jamais mis un pied hors de Buttes dans le Val-de-Travers mais il rêve déjà des fabuleux mouvements mécanique qu'il va bientôt créer.
À Sainte-Croix, vivant pour son art et grâce à son activité commerciale, il trouve le moyen de faire de ses rêves une réalité. Il crée de ses propres mains des montres munies de mouvements musicaux, des automates et des montres à complications qui enchantent toute la noblesse d'Europe et d'Asie.